# Okręg pomorawski
Okręg pomorawski (serb. Pomoravski okrug / Поморавски округ) – okręg w centralnej Serbii, w regionie Serbia Centralna.

## Podział administracyjny
Okręg dzieli się na następujące jednostki:
- miasto Jagodina
- gmina Ćuprija
- gmina Despotovac
- gmina Paraćin
- gmina Rekovac
- gmina Svilajnac

## Demografia
- Serbowie – 218 454 (69,99%)
- Wołosi – 2 049 (0,66%)
- Romowie – 1 591 (0,51%)
- inni – 90 026 (28%)